# Illkirch-Graffenstaden
Illkirch-Graffenstaden é uma comuna francesa na região administrativa de Grande Leste, no departamento Baixo Reno. Estende-se por uma área de 22,22 km². Em 2010 a comuna tinha 27 525 habitantes (densidade: 1 238,7 hab./km²).004 hab/km².